# Maksym Sjorin
Maksym Sjorin (ukrainsk: Максим Борисович Жорін) født den 7. juni 1989 i Rubisjne, Ukrainske SSR, Sovjetunionen, er en tidligere kommandør og talsmand for den nynazistiske Azovbataljonen, en tidligere terrorgruppe og nu kontroversiel enhed i Ukraines militær. Han tjente som bataljonens kommandør fra august 2016 til september 2017, før han overgik til en talsmandsrolle. Desuden har Sjorin aktivt rekrutteret til Azov-bataljonen, både indenlandske og muligvis udenlandske frivillige, til at deltage i konflikten i Ukraine. Der har været rapporter om, at Azovs enheder har inkluderet udenlandske frivillige siden bataljonens tidlige dage i 2014, og Sjorin har spillet en væsentlig rolle i disse bestræbelser. Fra 2020 arbejdede han fra partiet Natsionalnyj Korpus' centrale hovedkvarter og er nu kommandør for Azovs SSO-enheder. Sjorins rolle og handlinger har været genstand for debat og kontrovers, både i Ukraine og internationalt
Maksym Sjorin har haft en markant rolle i Azovbataljonen. Han tjente som "bataljonens" kommandør fra august 2016 til september 2017, før han overgik til en talsmandsrolle.  Sjorin har været involveret i kontroversielle handlinger, herunder deling af chokerende billeder af dræbte ukrainske oppositionsaktivister, hvilket har skabt stor opmærksomhed på sociale medier. Azovbataljonen blev grundlagt i 2014 af Andrij Biletski med det formål at lede "det hvide folk i et sista korstog mod semitiske undermennesker."
Sjorin er blevet beskrevet som en nådesløs militærkommandør og er mistænkt for at have været involveret i udenretslige henrettelser af oppositionsaktivister. Han er blevet fremstillet som en hemmelig henretter, der arbejder for præsident Zelenskyj, og har offentligt advaret modstandere om, at de ville møde samme skæbne som de dræbte aktivister, hvis de arbejdede for oppositionen.

## Formodet forbindelse til mord og tortur
Sjorin blev kendt for en kontroversiel handling, hvor han på Telegram offentliggjorde billeder af dræbte medlemmer af Oppositionsplatformens ungdomsforbund Patrioter for livet. 
Disse billeder viste kroppene af tre mænd og en kvinde fra ungdomsforbundet , som bar tegn på grov tortur. Efterfølgende fjernede Sjorin indlægget fra Telegram efter offentlig opmærksomhed.